# 한국폴리텍대학 반도체융합캠퍼스
한국폴리텍대학 반도체융합캠퍼스는 대한민국의 특성화 기능대학이다. 경기도 안성시 공도읍 송원길 41-12에 있다. 2020년 1월 15일 교명이 한국폴리텍대학 안성캠퍼스에서 한국폴리텍대학 반도체융합캠퍼스로 변경하였다.(출처: https://www.hankyung.com/society/article/202001159339Y )

## 같이 보기
- 대한민국의 교육